# X округ Парижа
10-й округ Парижа (фр. 10e arrondissement de Paris или фр. Arrondissement de l’Entrepôt) — один из 20 муниципальных округов Парижа. Называется «Антрепо» («склад»); в просторечии парижане называют его le dixième («десятый»).  

## География

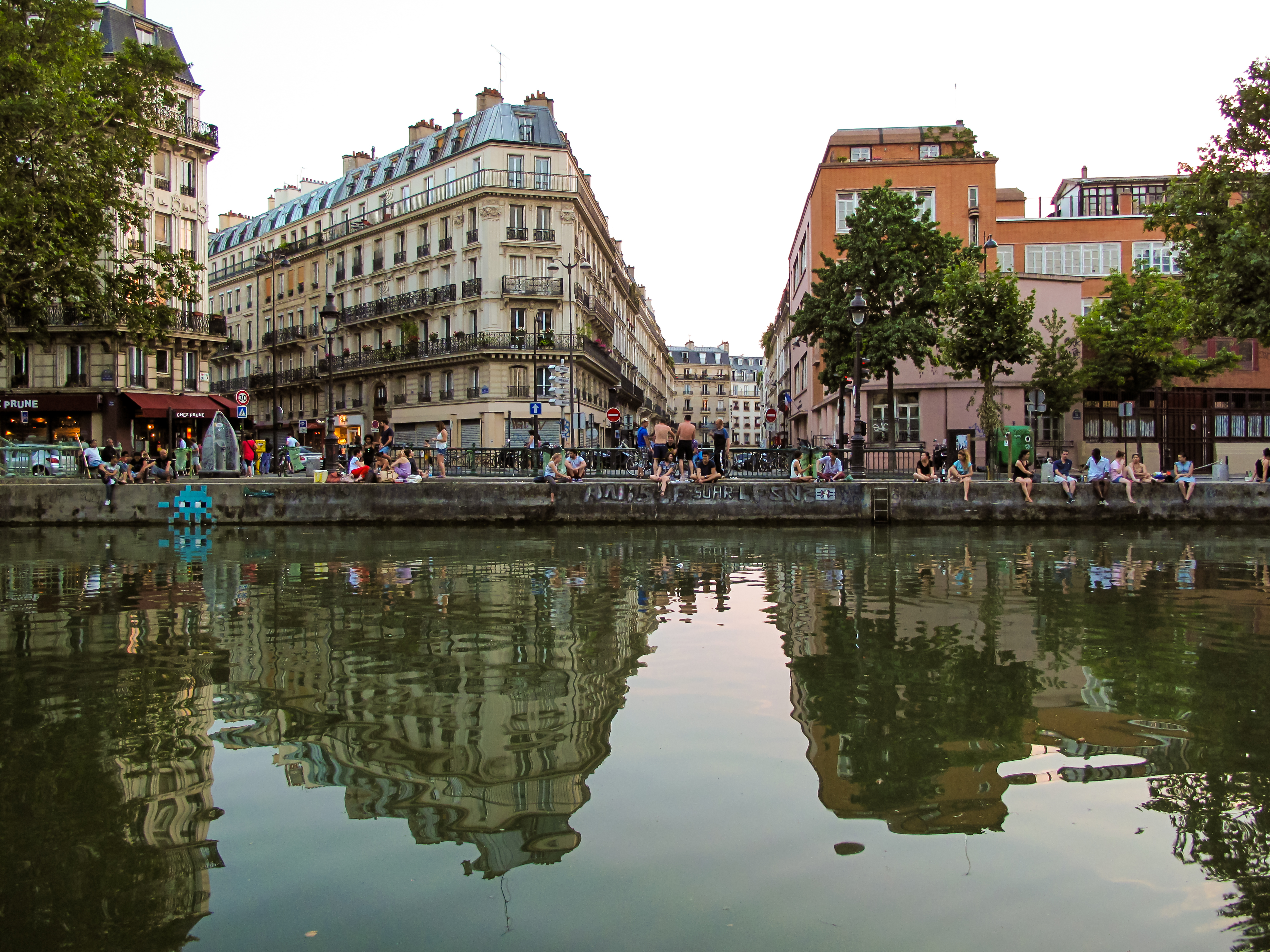
Набережная канала Сен-Мартен

10-й округ расположен на правом берегу Сены. На востоке он граничит с 19-м округом, на юго-востоке — с 11-м и 20-м округами, на западе — с 9-м округом, на севере — с 18-м округом и на юге — с 3-м и 2-м округами. Площадь X округа составляет 289 га.
Через его территорию пролегает канал Сен-Мартен. Рельеф округа постепенно повышается с юга на север, от долины Сены до холма Монмартр.

## История
В эпоху Средневековья здесь проходила «Королевская дорога», которая связывала Лувр с аббатством Сен-Дени. Вдоль южной границы нынешнего X округа тянулась городская стена, от которой сохранились двое ворот XVII века — ворота Сен-Дени и ворота Сен-Мартен.
В 1844 году на месте старого монастыря была построена церковь Сен-Винсен-де-Поль. В середине XIX века по плану барона Османа на месте старых городских стен Карла V и Людовика XIII были построены Большие бульвары. Кроме того, в XIX веке в 10-м округе было реализовано несколько крупных инфраструктурных проектов, в том числе канал Сен-Мартен (1826), Восточный (1849) и Северный (1867) вокзалы.
В декабре 2022 года в X округе произошло вооружённое нападение на курдских активистов, в результате которого трое человек погибло.

## Население

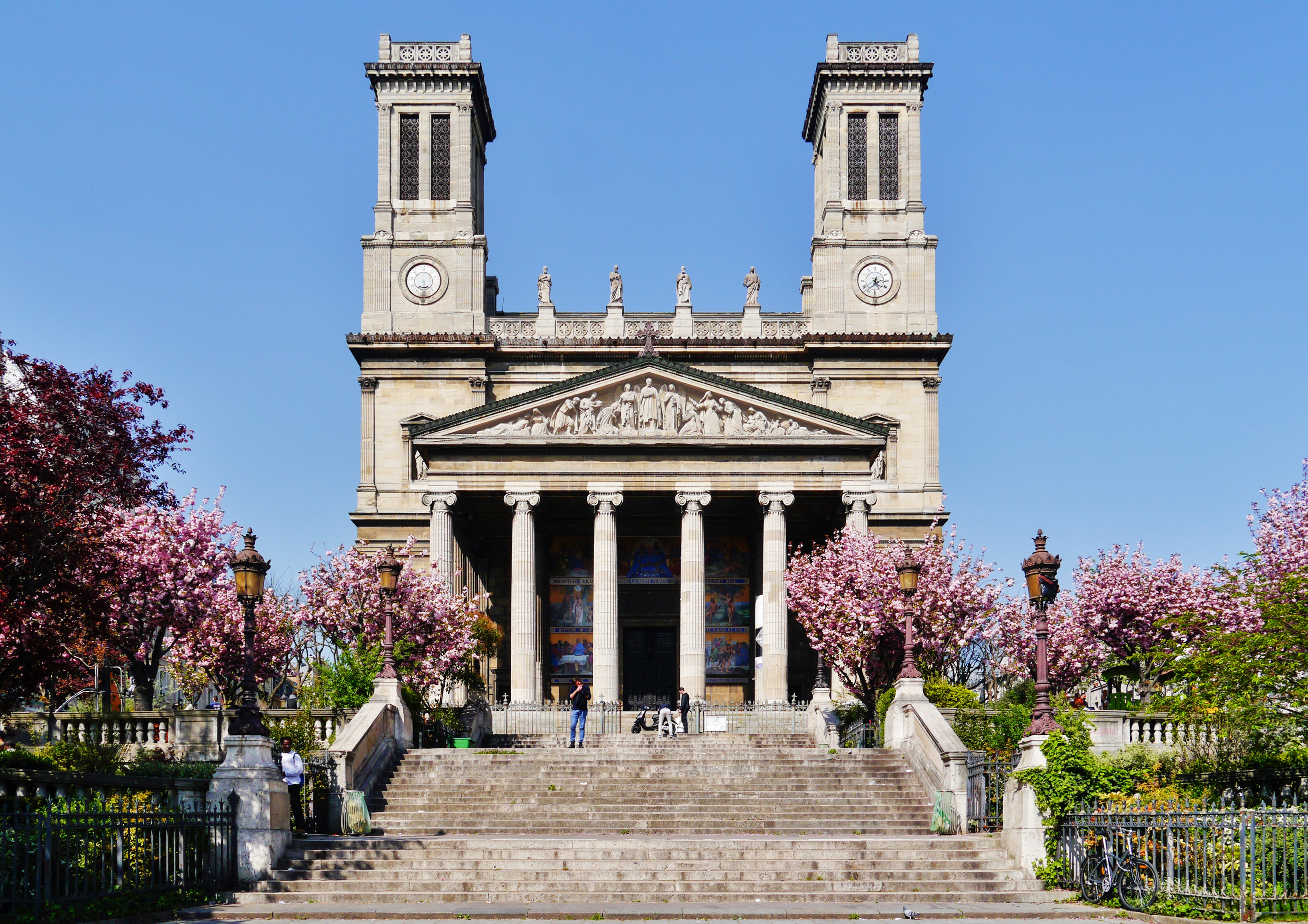
Церковь Сен-Винсен-де-Поль

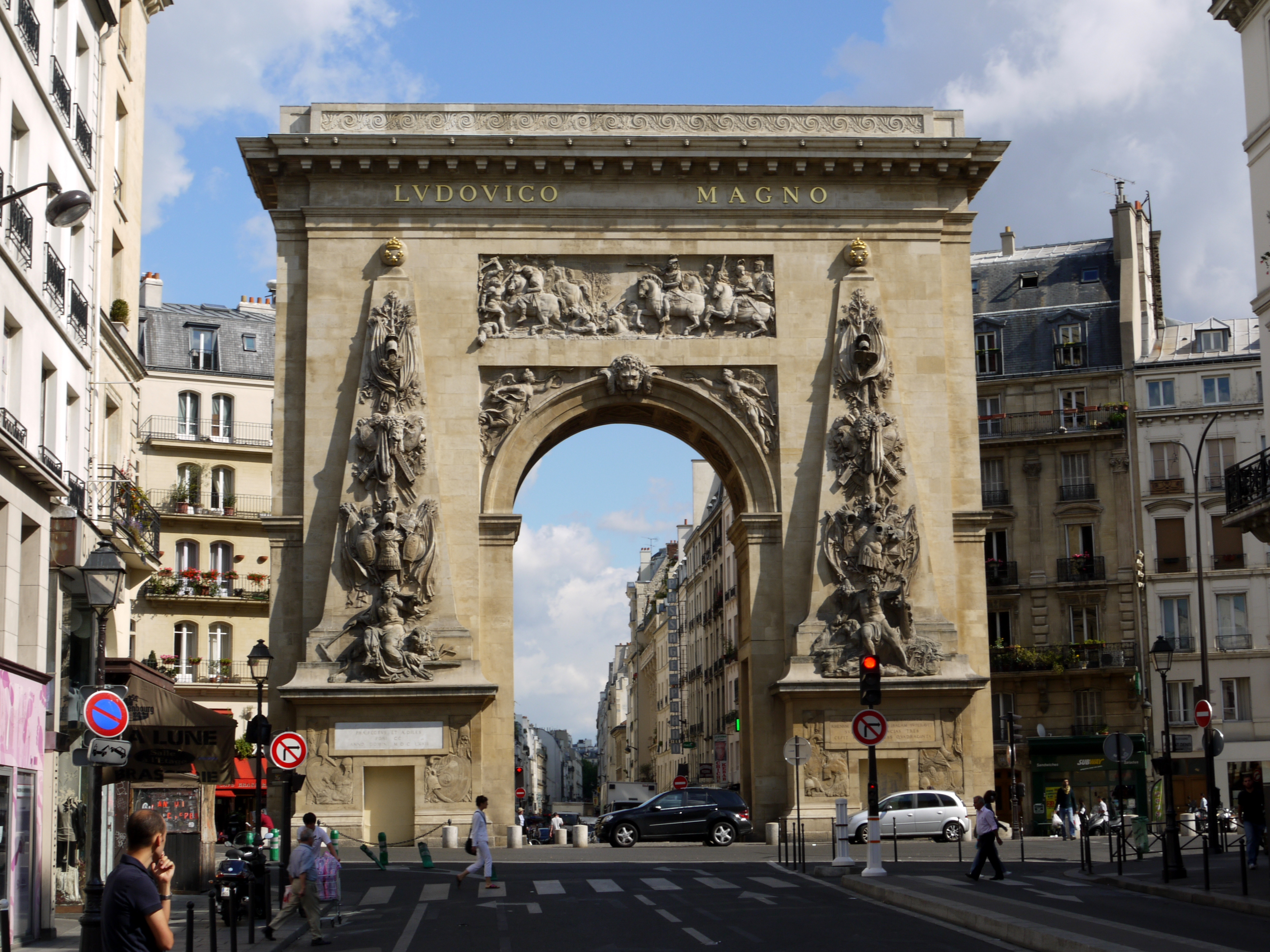
Ворота Сен-Дени

По данным переписи населения 2005 года в X округе проживало 89 600 человек при плотности 31 004 чел/км². Это составляло 4,2 % парижского населения.
В 2021 году численность населения X округа составила 83 543 человек, плотность — 28 908 чел/км². В северной части округа, особенно в кварталах социального жилья, расположенных вокруг Восточного и Северного вокзалов, преобладают недавние иммигранты или их потомки.
Вокруг ворот Сен-Дени проживает большая община выходцев из Турции (турки и курды), а также меньшие общины туркоязычных болгар и македонцев, из-за чего этот район неформально называют La Petite Turquie («Маленькая Турция»). В северной части улицы Фобур-Сен-Дени проживает большая община ланкийских тамилов, их квартал известен как La Petite Jaffna («Маленькая Джафна»). Бульвар де ла Виллетт в районе станции метро Бельвиль известен большой азиатской диаспорой (китайцы, вьетнамцы, камбоджийцы). Также в X округе имеются значительные общины выходцев из Магриба, Леванта, Чёрной Африки, Маврикия, Южной Азии, Индокитая и Восточной Европы.
| Год  | Население | Плотность населения (чел/км²) |
| ---- | --------- | ----------------------------- |
| 1881 | 159 809   | 55 259                        |
| 1962 | 124 497   | 43 049                        |
| 1968 | 113 372   | 39 202                        |
| 1975 | 94 046    | 32 519                        |
| 1982 | 86 970    | 30 073                        |
| 1990 | 90 083    | 31 149                        |
| 1999 | 89 612    | 30 986                        |
| 2009 | 95 911    | 33 187                        |

## Административное деление
Округ делится на четыре квартала:

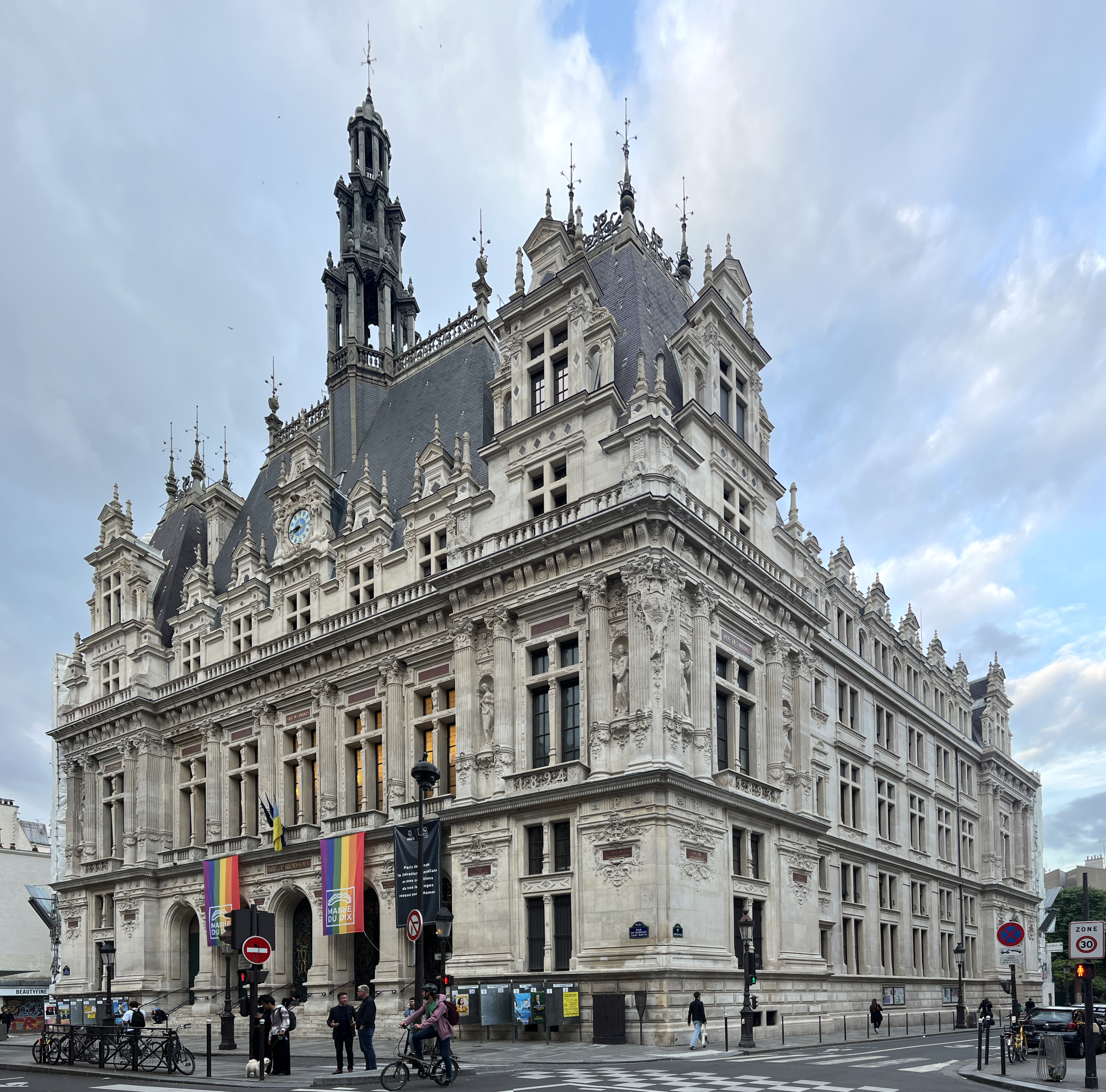
Мэрия X округа

- № 37 Сен-Винсен-де-Поль[фр.] (Quartier Saint-Vincent-de-Paul)
- № 38 Порт-Сен-Дени[фр.] (Quartier de la Porte-Saint-Denis)
- № 39 Порт-Сен-Мартен[фр.] (Quartier de la Porte-Saint-Martin)
- № 40 Опиталь-Сен-Луи[фр.] (Quartier de l’Hôpital-Saint-Louis)

## Органы местного управления
С 1995 года мэром округа был член Социалистической партии Франции Тони Дрейфус. В 2008 году мэром был избран его однопартиец Реми Феро. В 2017 году мэром 10-го округа стала член Социалистической партии Александра Кордебар, переизбранная в 2020 году.
- Адрес мэрии: 72, улица Фобур-Сен-Мартен[фр.].

## Государственные учреждения
В казармах Верин, выходящих на площадь Республики, базируются подразделения Республиканской гвардии. Также в округе расположен Парижский промышленный трибунал.

## Экономика и транспорт

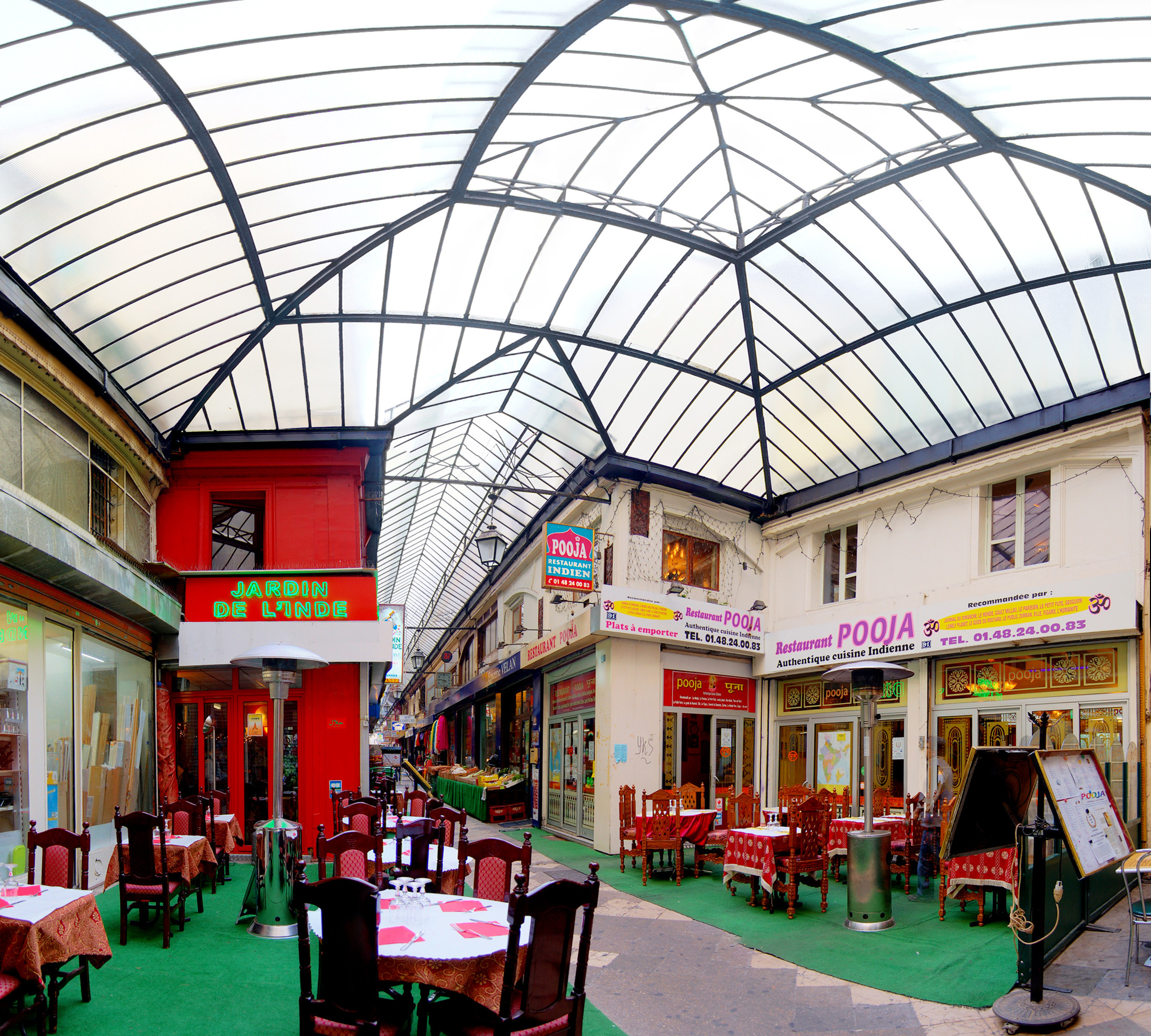
Пассаж Бради

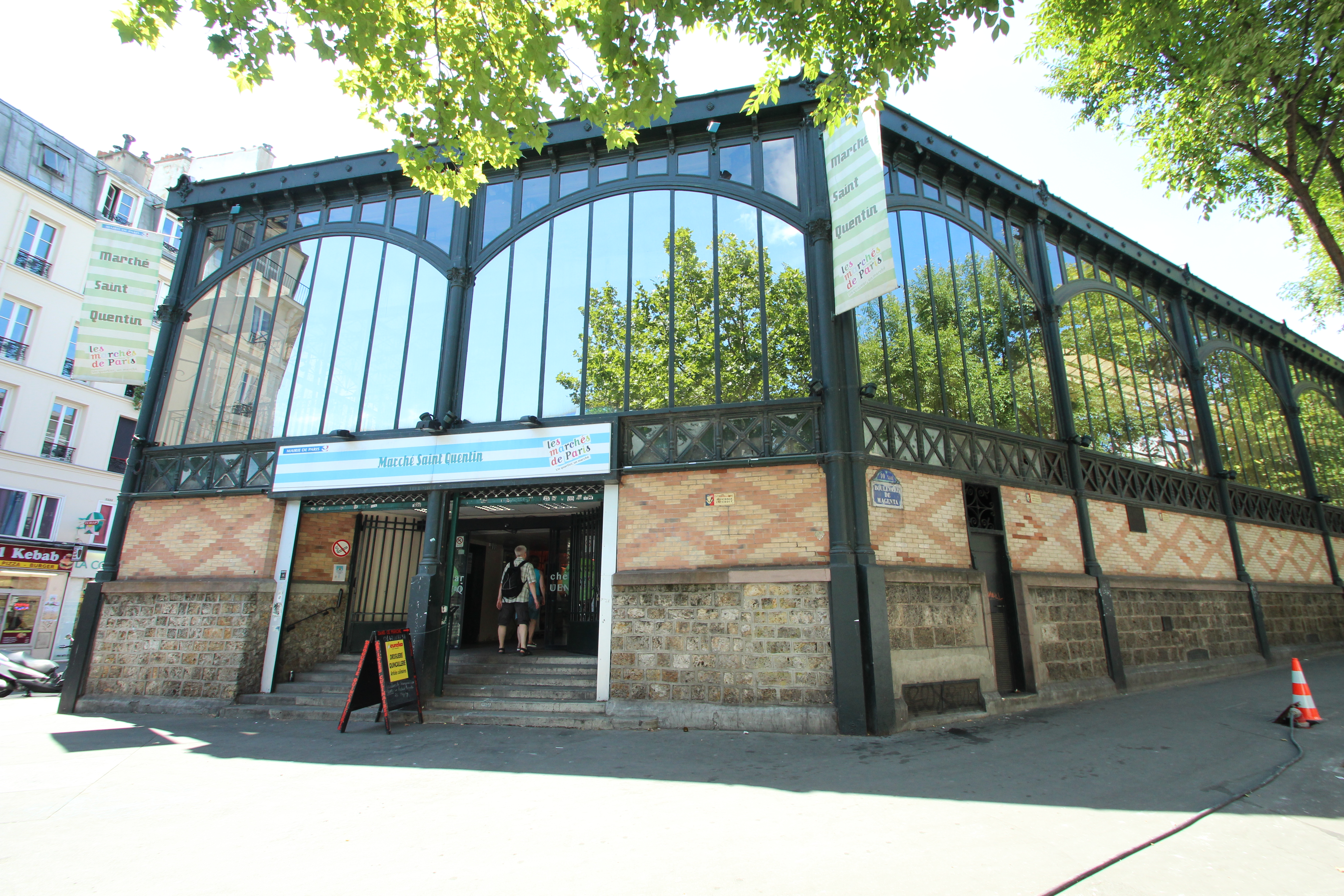
Крытый рынок Сен-Кантен

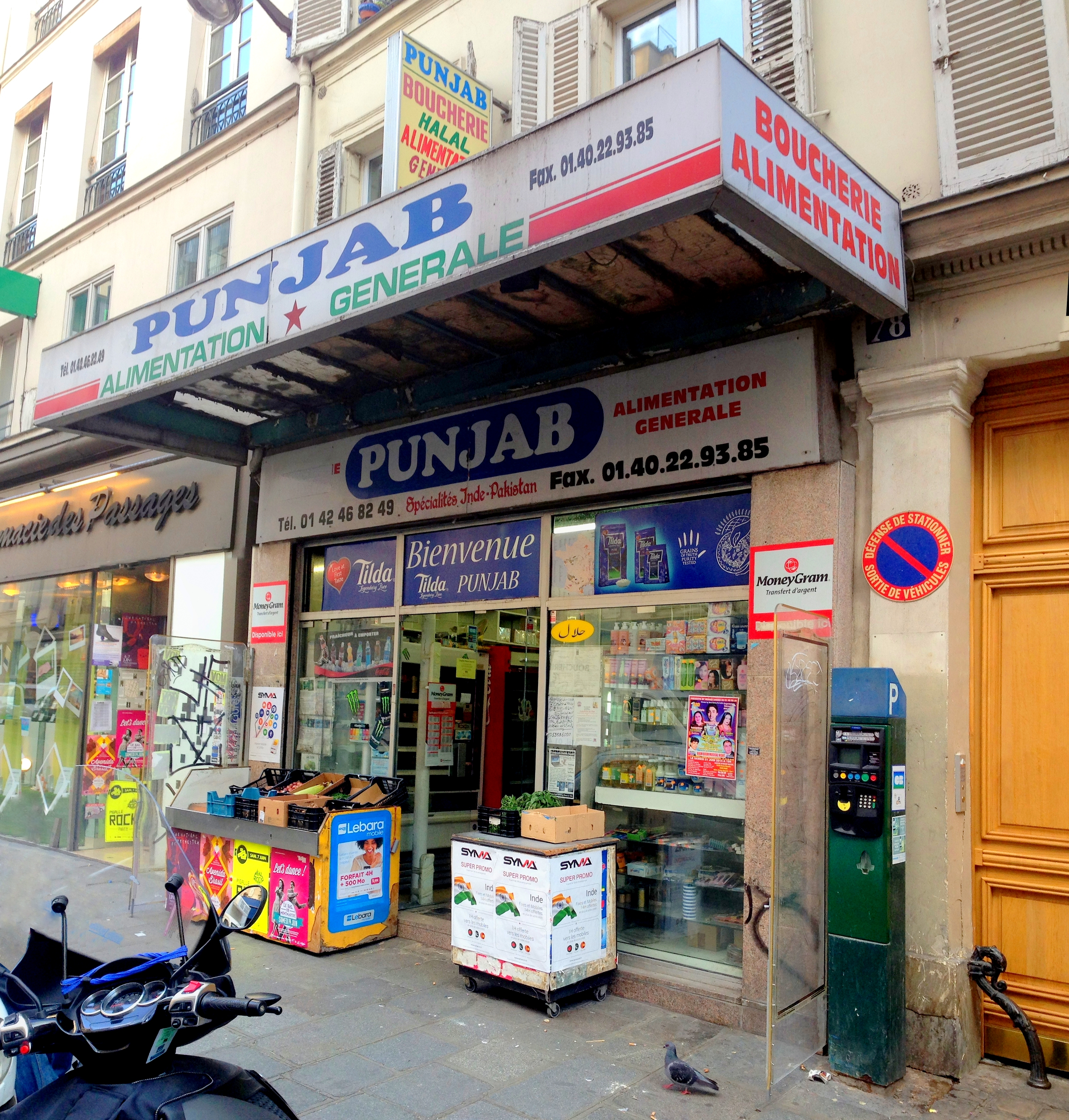
Индийский магазин на улице Фобур-Сен-Дени

В округе преобладает сфера услуг, в том числе розничная торговля, общественное питание, туризм, транспортные, медицинские, деловые и финансовые услуги (включая юридические, консалтинговые, бухгалтерские, инженерные, дизайнерские и образовательные услуги).
Кварталы между улицей Фобур-Сен-Дени и Страсбургским бульваром известны как коммерческий центр для иммигрантов и их потомков (продуктовые магазины, рестораны, кафе, парикмахерские, салоны красоты, пункты денежных переводов). Пассаж Бради славится своими ресторанами индийской, пакистанской и маврикийской кухни; соседний Пассаж Прадо — заведениями турецкой, курдской и креольской кухни.
На набережных Вальми и Жеммап, расположенных вдоль канала Сен-Мартен, находится популярная у парижан зона отдыха с кафе, ресторанами, культурными центрами, магазинами, спортивными площадками и скейт-парками. Также вдоль канала на месте старых складов и фабрик развивается зона офисов и отелей (примером ревитализации является бывшая электростанция на набережной Жеммап).
Оживлёнными торговыми локациями являются рынок Сен-Мартен и рынок Сен-Кантен, а также Рыночный пассаж и улица Бушардон.  
В округе базируются оператор недвижимости ICF Habitat (входит в состав SNCF Immobilier, которая управляет активами SNCF), разработчик программного обеспечения Oodrive, производитель дронов Parrot, кинопрокатная компания BAC Films, журнальное издательство Groupe France Agricole, издательство комиксов Bragelonne, книжное издательство Sens & Tonka & Cie. Также в округе базируется компания Les Jolies Céramiques au Kaolin, управляющая известными брендами керамики и хрусталя.
В 10-м округе имеется несколько престижных отелей, в том числе Renaissance Paris Republique, Mercure Paris Opéra Grands Boulevards, Windsor Opéra, Le Milie Rose, Whistler Paris, L'Échiquier Opéra Paris, Hotel Habituel, Hôtel Hor, Hôtel Mademoiselle, Hôtel Amoi и Generator Paris. 

### Железнодорожный транспорт

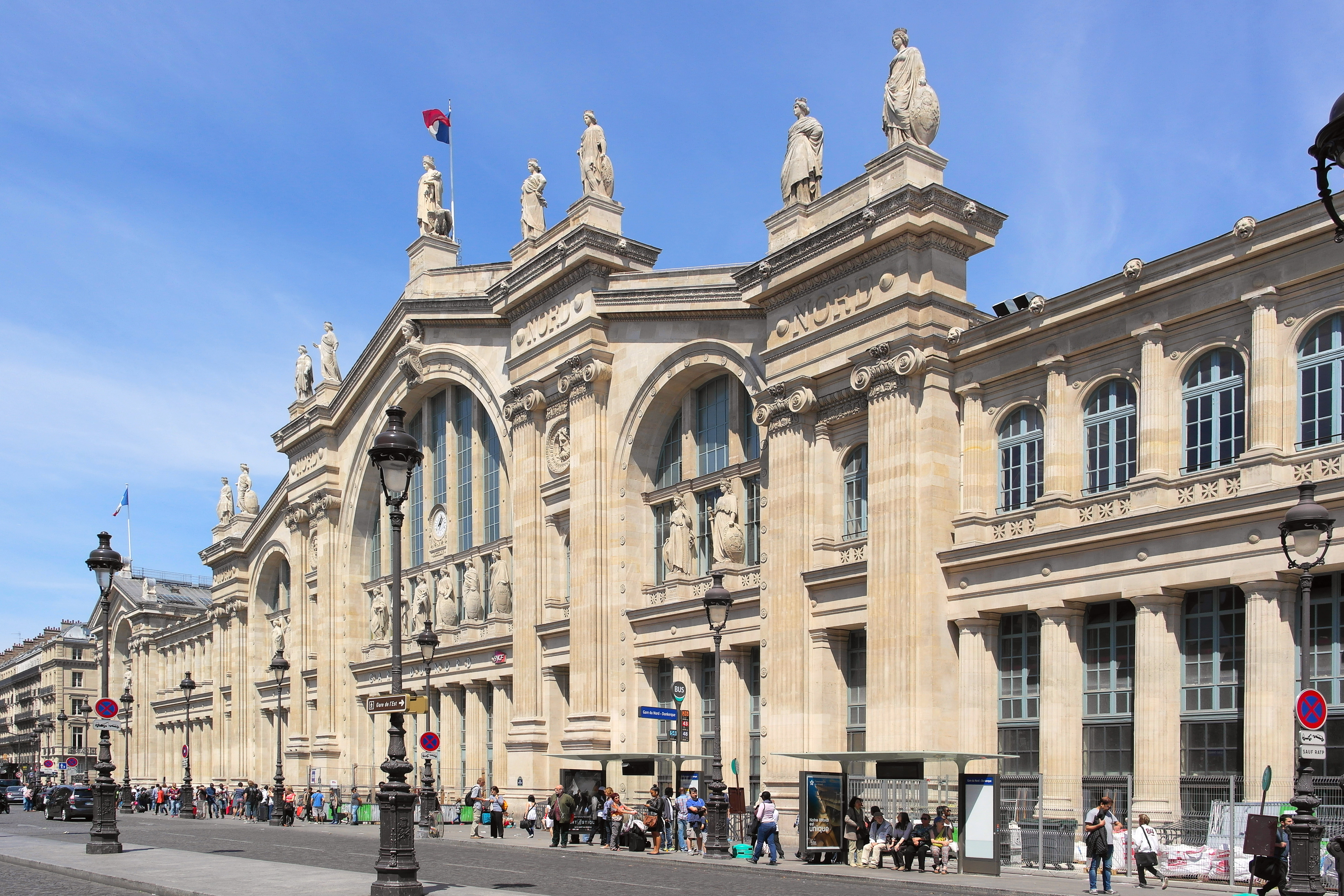
Северный вокзал

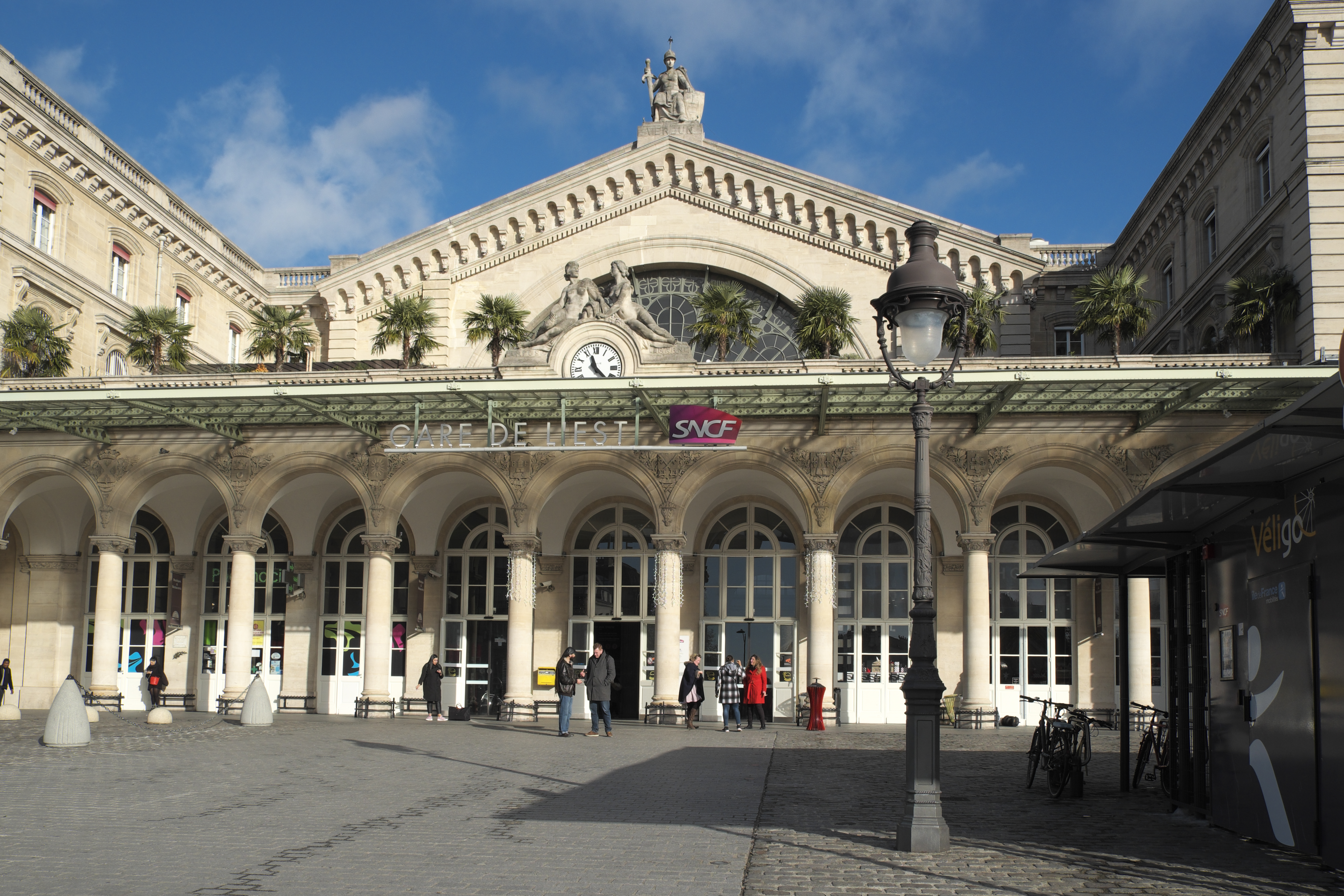
Восточный вокзал

В 10-м округе находятся два парижских железнодорожных вокзала — Северный (Гар-дю-Нор) и Восточный (Гар-де-л’Эст). Северный вокзал является одним из самых загруженных пассажирских вокзалов Европы. Он обслуживает как пригородные электрички, курсирующие в регион Иль-де-Франс, так и скоростные поезда, следующие в О-де-Франс, Великобританию, Бельгию, Нидерланды и Германию.
Восточный вокзал, расположенный рядом с Северным, обслуживает пригородные электрички, курсирующие в Иль-де-Франс и О-де-Франс, скоростные поезда, следующие в Гранд-Эст, Швейцарию, Люксембург, Германию и Австрию, а также люксовые поезда в Италию, Чехию и Венгрию.

### RER
Станция Гар-дю-Нор, расположенная под Северным вокзалом, обслуживает линию B и линию D; станция Маджента обслуживает линию E.
Северный вокзал связан железнодорожным туннелем с вокзалом Шатле — Ле-Аль; по этому туннелю длиной 2,2 км ходят составы линий B и D.

### Метрополитен
X округ обслуживают следующие линии метрополитена:
- Линия 2
- Линия 4
- Линия 5
- Линия 7
- Линия 7 bis
- Линия 8
- Линия 9
- Линия 11

### Улицы и площади
- Площадь Республики
- Площадь Сталинградской Битвы
- Площадь Колонель-Фабьен
- Площадь Яна Карски
- Бульвар Ла Шапель
- Бульвар Маджента
- Бульвар Сен-Дени
- Бульвар Сен-Мартен
- Страсбургский бульвар
- Бульвар Бон-Нувель
- Бульвар Денен
- Бульвар де ла Виллетт
- Улица Фобур-Сен-Дени
- Улица Мартель

## Культура

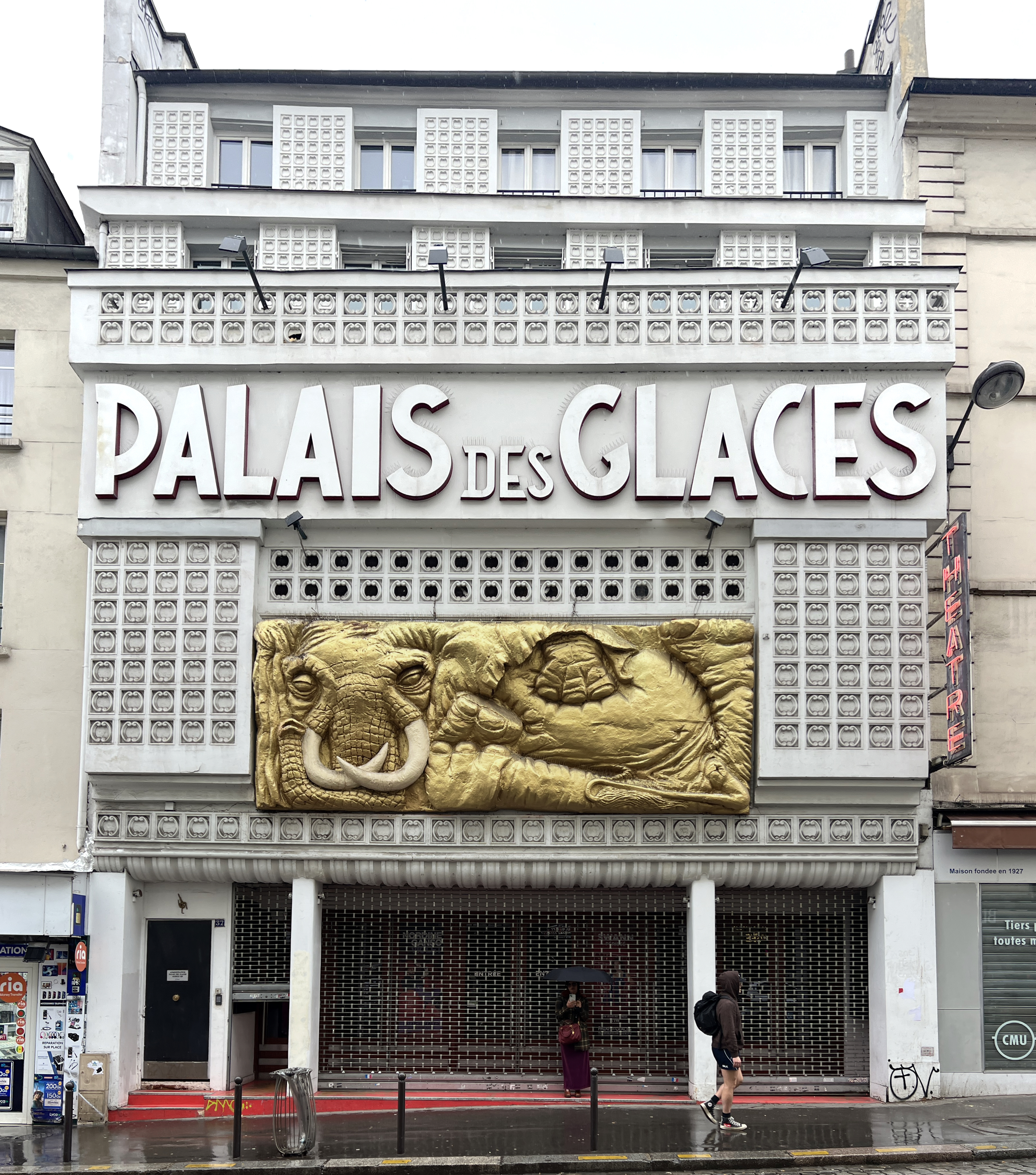
Зеркальный дворец

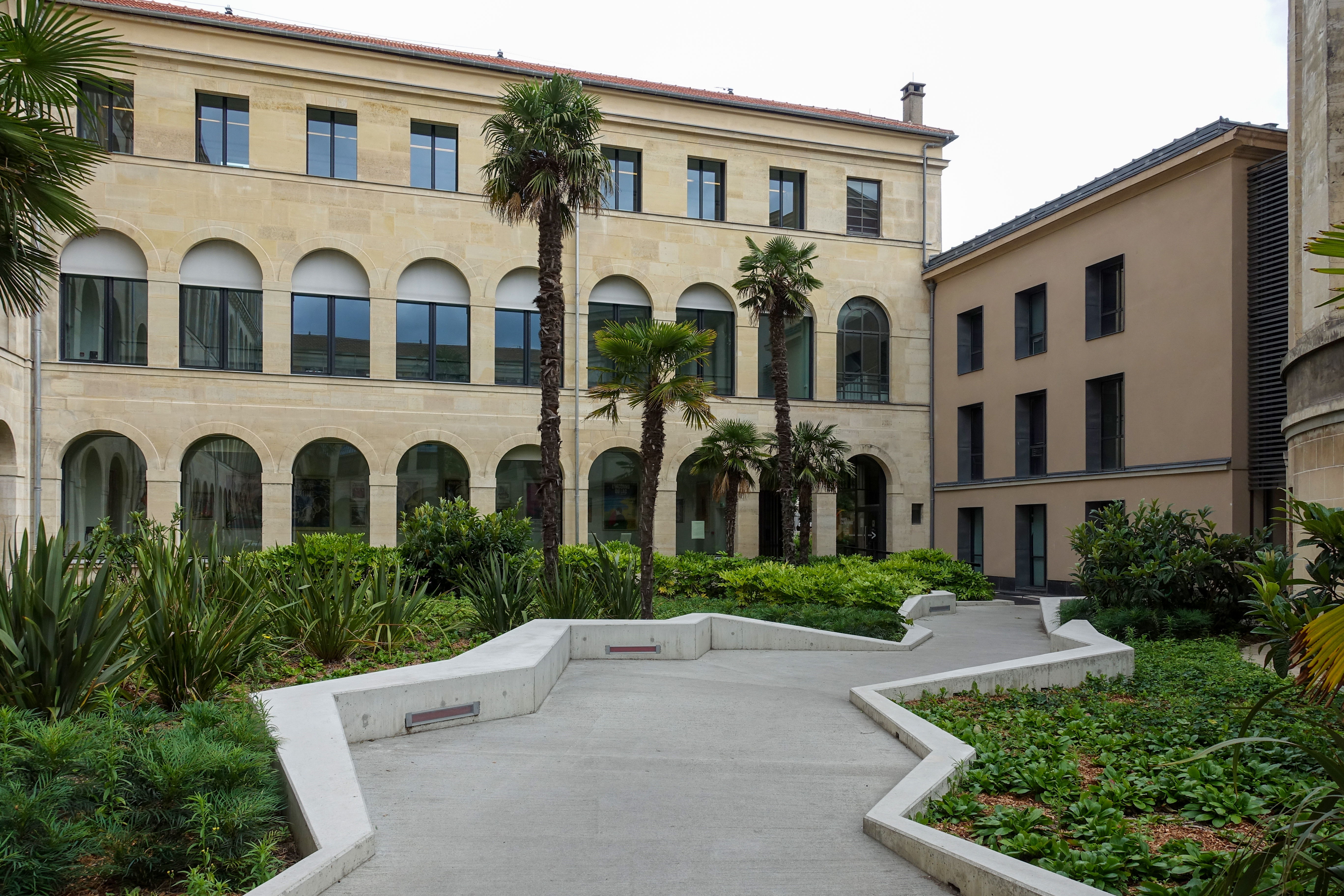
Медиатека Франсуазы Саган

В X округе расположено несколько известных музеев, библиотек, театров, концертных залов и культурных центров Парижа:
- Концертный зал Зеркальный дворец
- Концертный зал L'Archipel[фр.]
- Театр Ла Скала[фр.]
- Свободный театр[фр.]
- Театр Андре Антуана — Симоны Беррио[фр.]
- Театр Буфф-дю-Нор
- Театр Порт-Сен-Мартен[фр.]
- Театр Пети-Сен-Мартен[фр.]
- Театр Ренессанс[фр.]
- Театр Лоретт[фр.]
- Театр гимназии Мари Белл[фр.]
- Музей вееров[фр.]
- Музей шоколада[фр.]
- Музей восковых скульптур[фр.]
- Культурный центр Point Éphémère[фр.]
- Дом культуры идиш – библиотека Медем[фр.]
- Курдский культурный центр Ахмета Кая[фр.]
- Курдский институт Парижа
- Медиатека Франсуазы Саган[фр.]
- Кинотеатр Луксор[фр.]

## Образование и наука
- Лицей Эдгара По[фр.]
- Лицей Кольбера[фр.]
- Лицей Рокрой-Сен-Леон[англ.]
- Колледж Луизы Мишель[фр.]
- Колледж Гранж-о-Бель[фр.]
- Институт Марэ[фр.]
- Муниципальная консерватория 10-го округа имени Гектора Берлиоза
- Школа Альберта[фр.]

## Достопримечательности

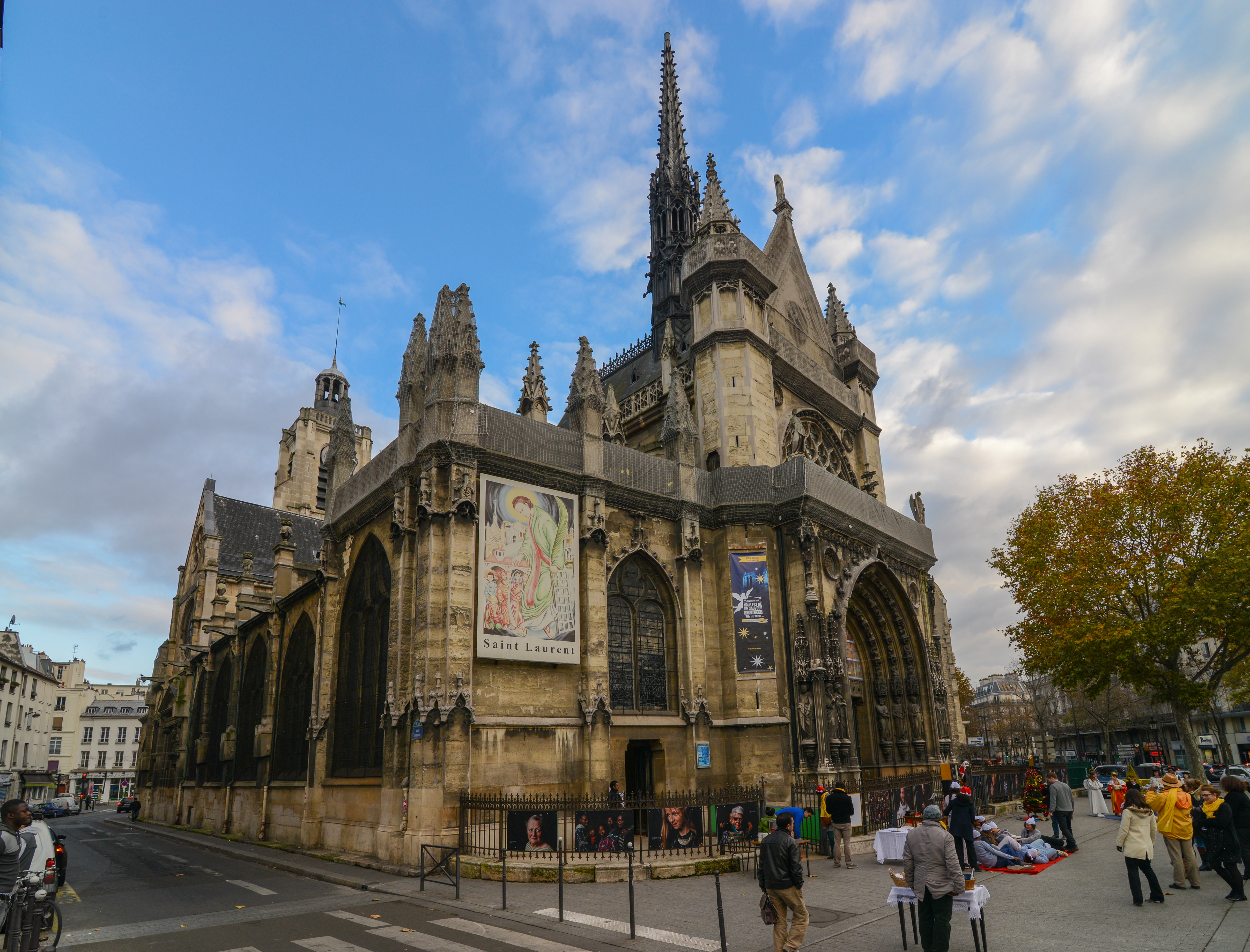
Церковь Сен-Лоран

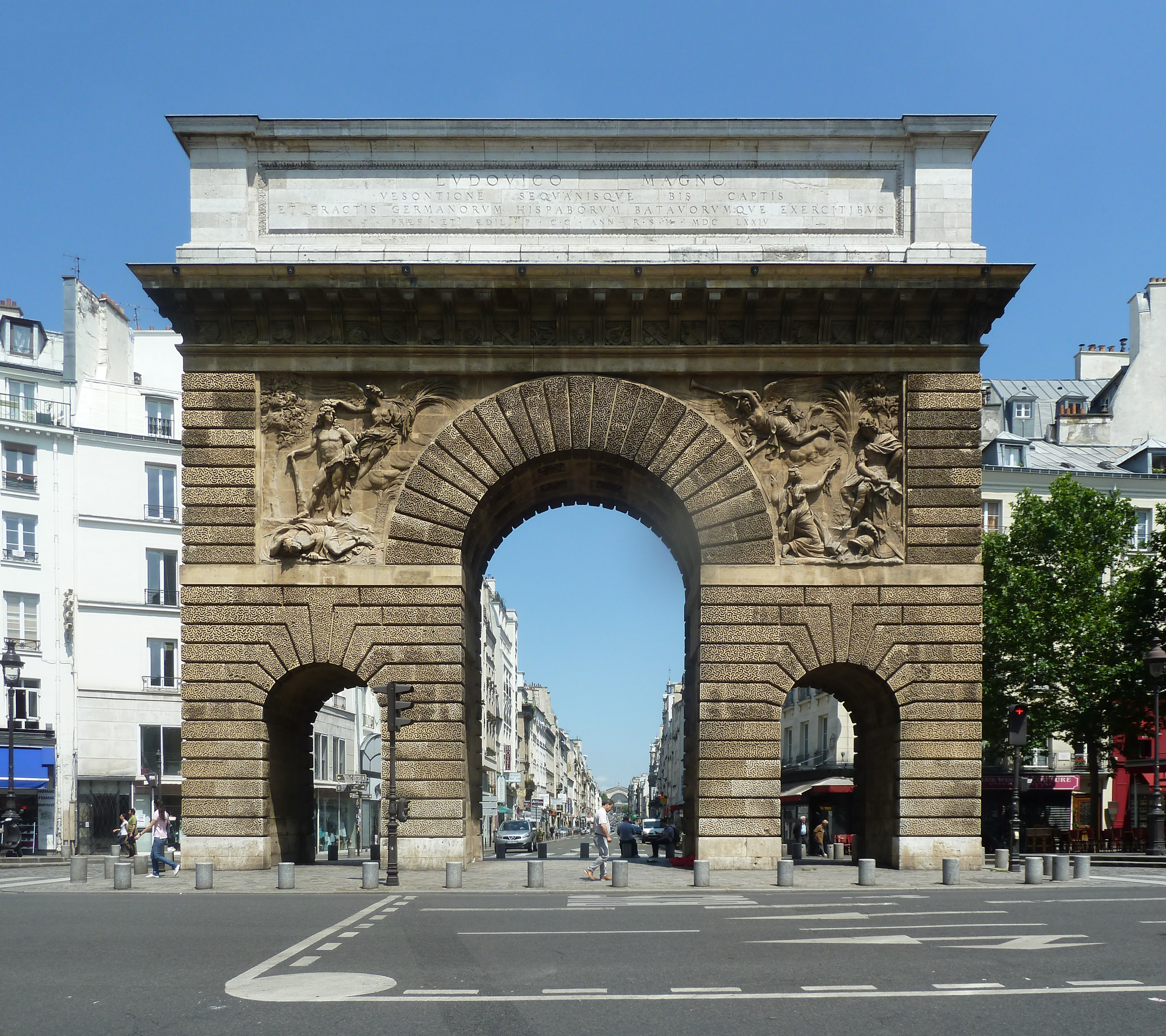
Ворота Сен-Мартен

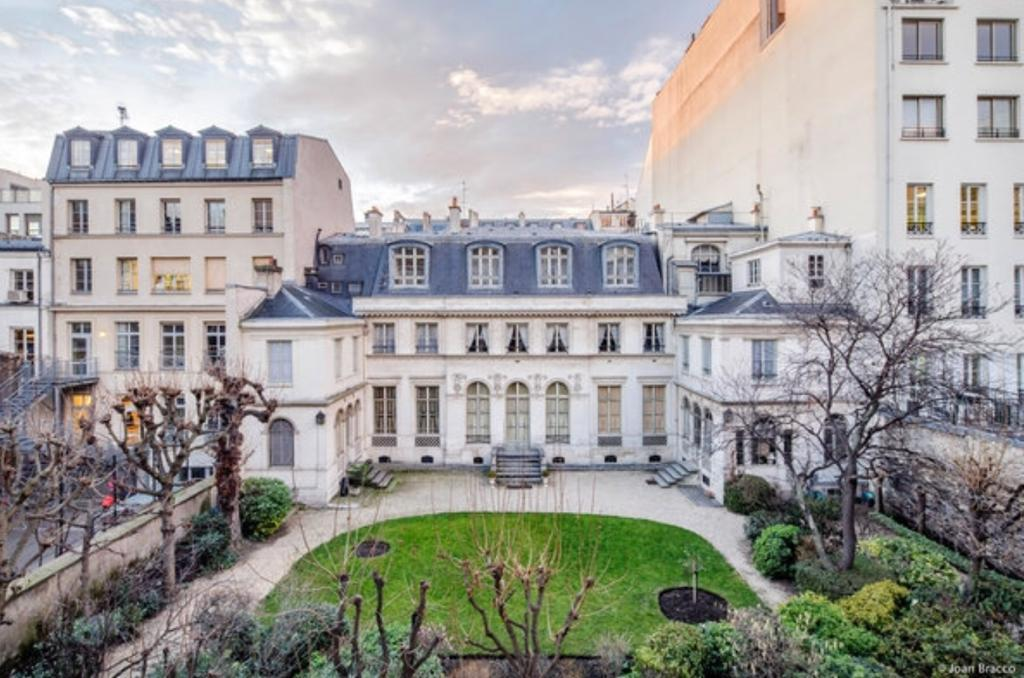
Отель Бурриенн

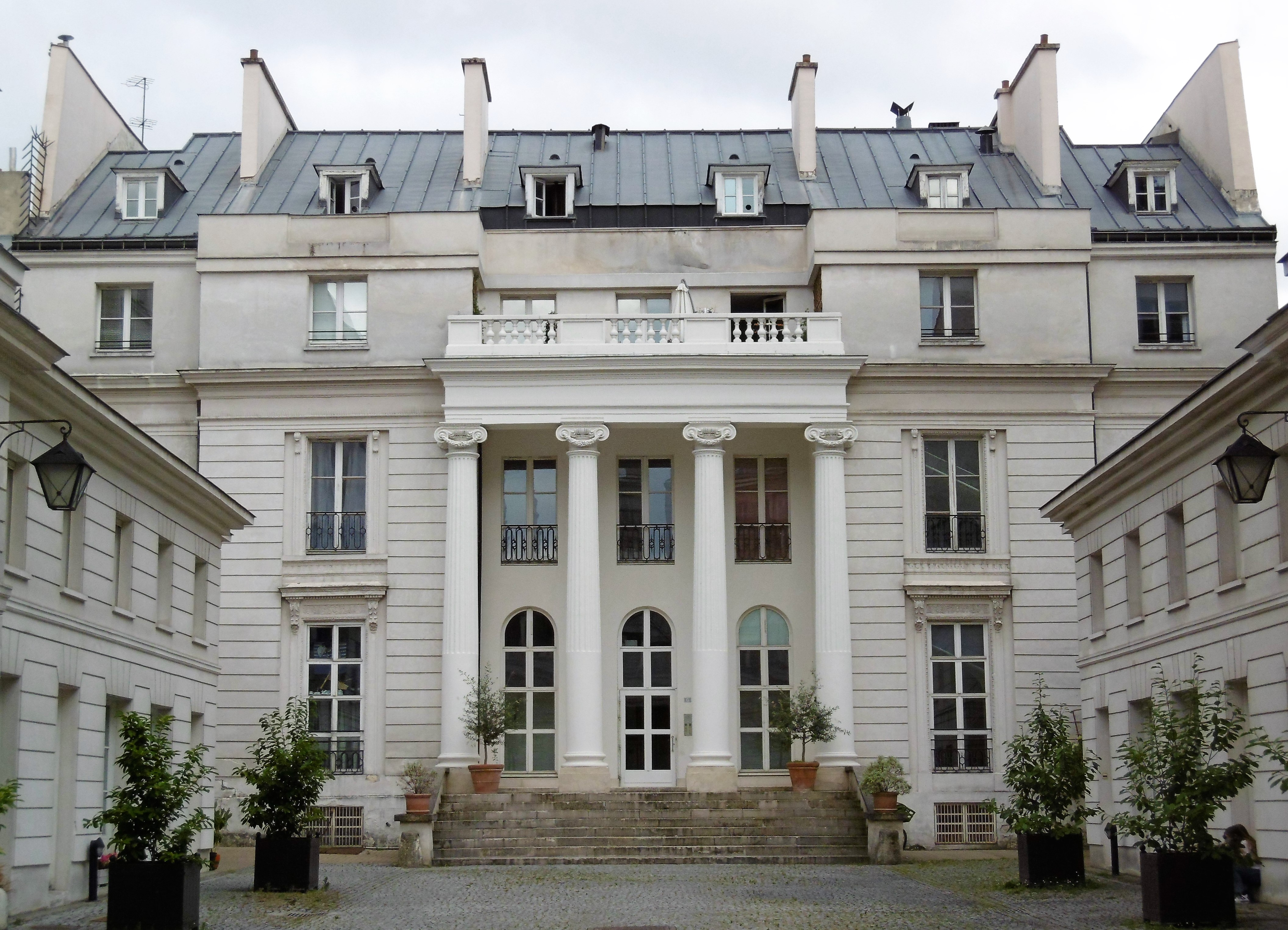
Отель Шере

В округе находится много жилых домов в стиле ар-нуво, построенных в период Прекрасной эпохи. 

### Дворцы и особняки
- Отель Бурриенн[фр.]
- Отель Шере[фр.]
- Отель Гутьер
- Отель Росанбо[фр.]
- Отель Титон[фр.]
- Отель Боттерель-де-Кантен[фр.]

### Храмы
- Церковь Сен-Винсен-де-Поль
- Церковь Сен-Лоран[фр.]
- Церковь Сен-Жозеф-Артизан[фр.]
- Церковь Сен-Мартен-де-Шан[фр.]
- Часовня больницы Ларибуазьер
- Монастырь Реколле[фр.]
- Протестантский храм Ля Ренконтр[фр.]
- Мечеть Али ибн Абу Талиба

### Парки и сады

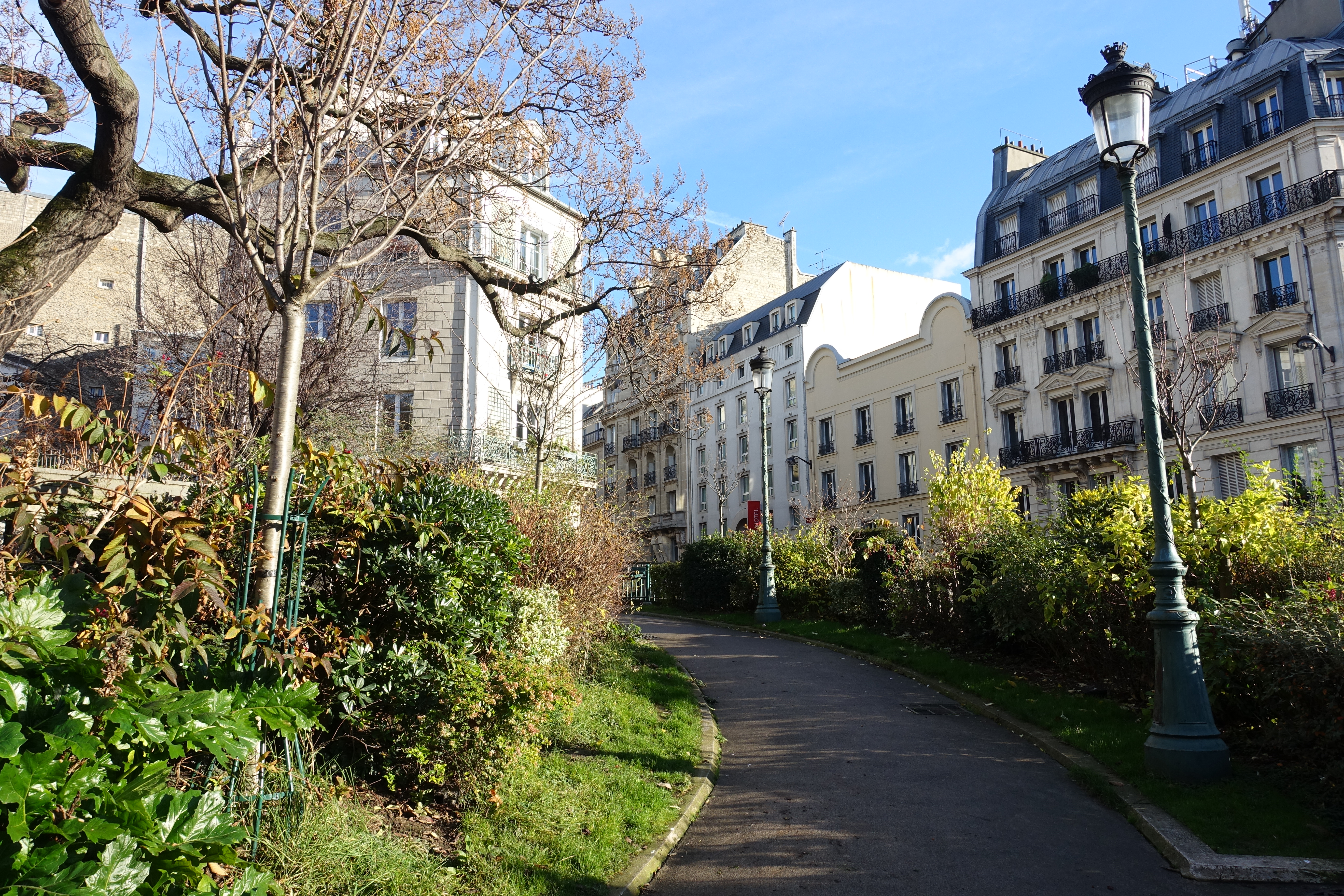
Сквер Аристида Кавайе-Коля

- Сад Виллемин[фр.]
- Сад Мариэль Франку[фр.]
- Сад Йылмаза Гюнея[фр.]
- Сад на улице Шале[фр.]
- Сад больницы Сен-Луи
- Сквер Сен-Лоран[фр.]
- Сквер Амаду Ампате Ба[фр.]
- Сквер Аристида Кавайе-Коля[фр.]
- Сквер Анри Кристина[фр.]
- Сквер Жюльет Доду[фр.]
- Сквер Рауля Фоллеро[фр.]
- Сквер Фредерика Леметра[фр.]
- Сквер Альбана Сатраня[фр.]
- Сквер Эжена Варлена[фр.]

### Ворота и арки
- Ворота Сен-Мартен
- Ворота Сен-Дени

### Мосты
- Пешеходный мост Альбер[фр.]
- Пешеходный мост Арлетти[фр.]
- Пешеходный мост де-Дуан[фр.]

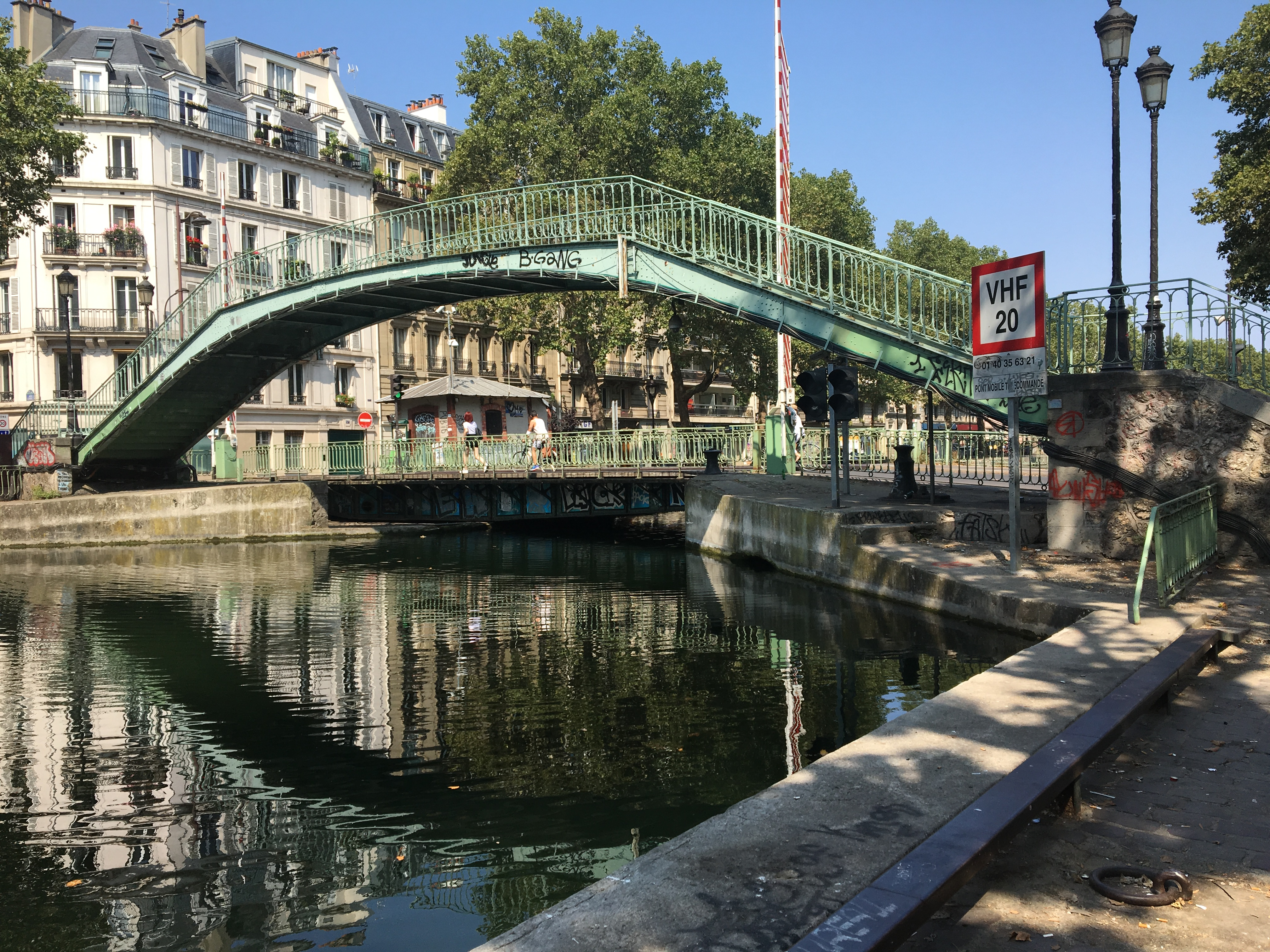
Мост Альбер

- Пешеходный мост Эмманюэль Рива[фр.]
- Пешеходный мост Мишель Морган[фр.]
- Мост Бернадетты Лафон[фр.]
- Мост Марии Казарес[фр.]
- Мост Марии Паком[фр.]
- Поворотный мост Гранж-о-Бель[фр.]

### Другие
- Канал Сен-Мартен
- Дворец торговли[фр.]
- Ресторан Буйон Жюльен[фр.]
- Монумент Республике[фр.]
- Фонтан в саду Виллемин[фр.]
- Бюст Фредерика Леметра[фр.]

## Здравоохранение

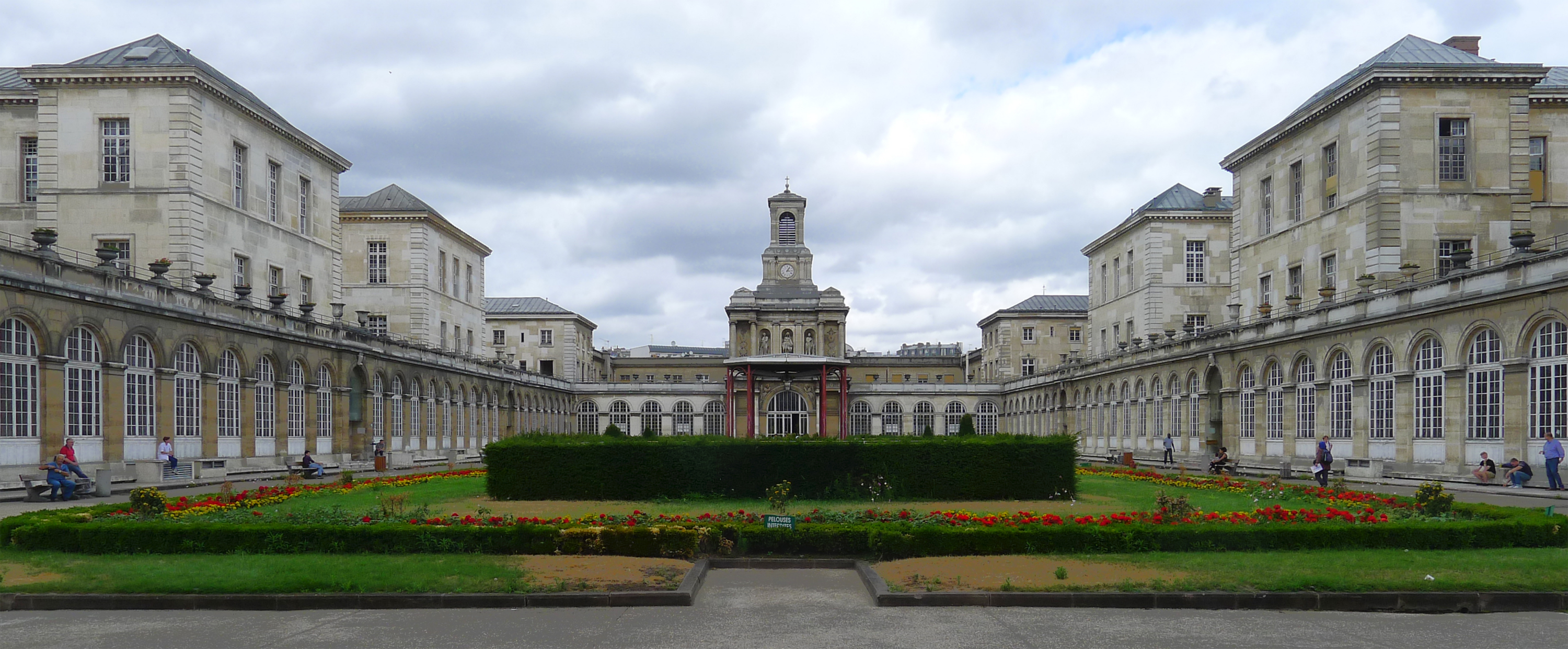
Больница Ларибуазьер

X округ Парижа является важным центром медицинских услуг, здесь расположены три большие больницы: 
- Больница Ларибуазьер
- Больница Сен-Луи[фр.]
- Больница Фернана Видаля[фр.]

## Спорт
В округе имеется несколько частных фитнес-клубов и муниципальных спортивных залов, включая крытый бассейн Шато-Ландон.

## В искусстве
В X округе Парижа происходили съёмки следующих фильмов и сериалов: «Северный отель» (1938), «Клео от 5 до 7» (1962), «Дьявол и десять заповедей» (1962), «Большая прогулка» (1966), «Ночь генералов» (1967), «Последнее известное место жительства» (1970), «Последнее танго в Париже» (1972), «Убийство в «Восточном экспрессе»» (1974), «Дива» (1981), «Жена авиатора» (1981), «Неистовый» (1988), «Амели» (2001), «Хамелеон» (2001), «Арсен Люпен» (2004), «Долгая помолвка» (2004), «Молодой лейтенант» (2005), «Не говори никому» (2006), «Мистер Бин на отдыхе» (2007), «Заложница» (2008), «Рай на Западе» (2009), «Необычайные приключения Адель» (2010), «Из Парижа с любовью» (2010), «Палиция» (2011).